# گورچاکی
گورچاکی (انگلیسی: Gorchaki) یک شهرک در شهرستان داولکانوفسکی در استان باشقیرستان کشور روسیه است.